# Dol Klanječki
Dol Klanječki is een plaats in de gemeente Klanjec in de Kroatische provincie Krapina-Zagorje. De plaats telt 104 inwoners (2001).